# Nepal
För andra betydelser, se Nepal (olika betydelser).

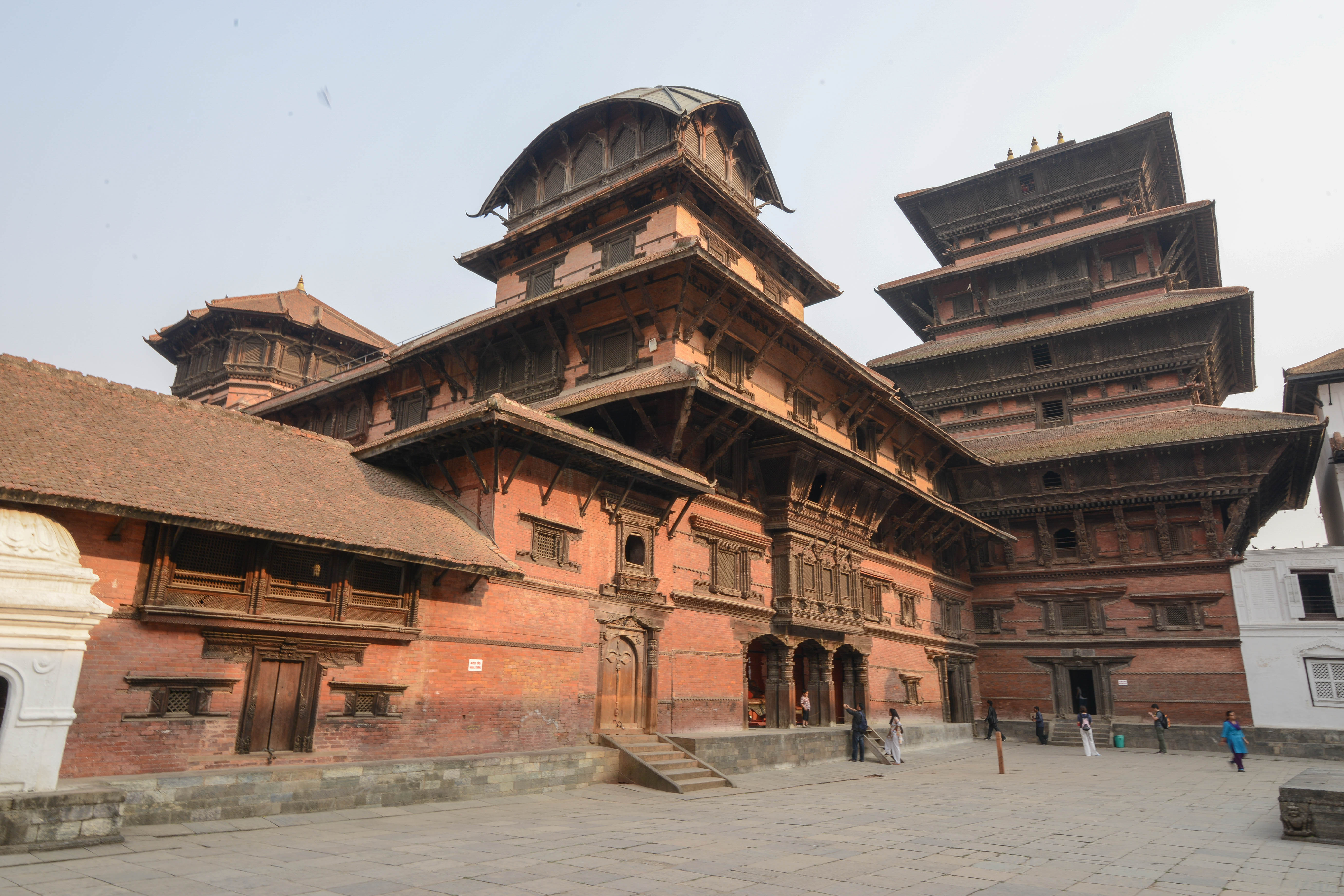
Basantpur royal komplex

Nepal (IPA: /ne'pɑːl/), tidigare formellt Demokratiska förbundsrepubliken Nepal, är en republik på Himalayas sydsluttning mellan Kina i norr och Indien i öst, väst och söder. Landet var fram till 2006 den enda staten i världen som hade hinduism som statsreligion. Mount Everest, världens högsta berg, ligger delvis i Nepal. År 2008 bytte landet statsskick och gick från monarki till republik.

## Historia

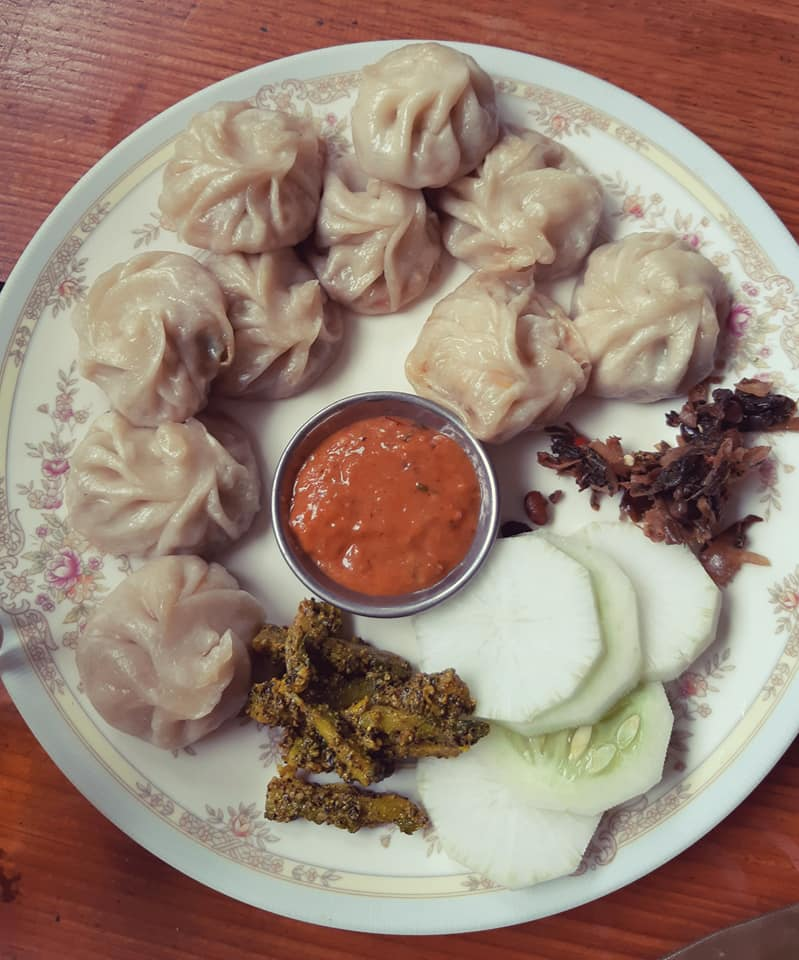
Momos

Nepals historia är i mycket formad dels av landets isolerade läge i Himalaya och dels av att landet gränsar till de två stora staterna Indien och Kina. Landets kärnområde runt Kathmandudalen har varit bebott i minst 9 000 år och har sedan det första riket i området, Licchavi, grundat på 400-talet, huvudsakligen varit självständigt.

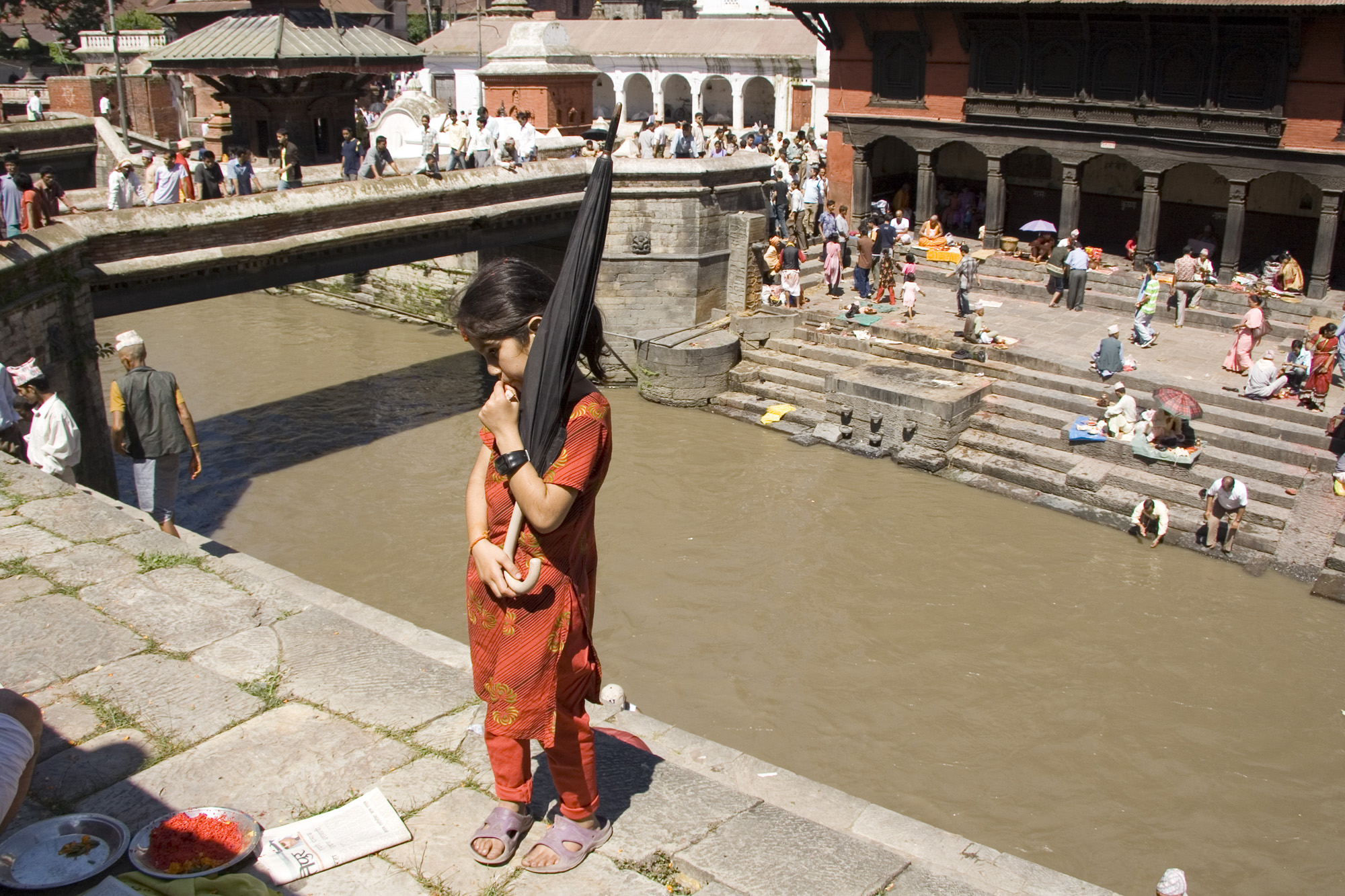
Det hinduistiska templet Pashupatinath i Katmandu.

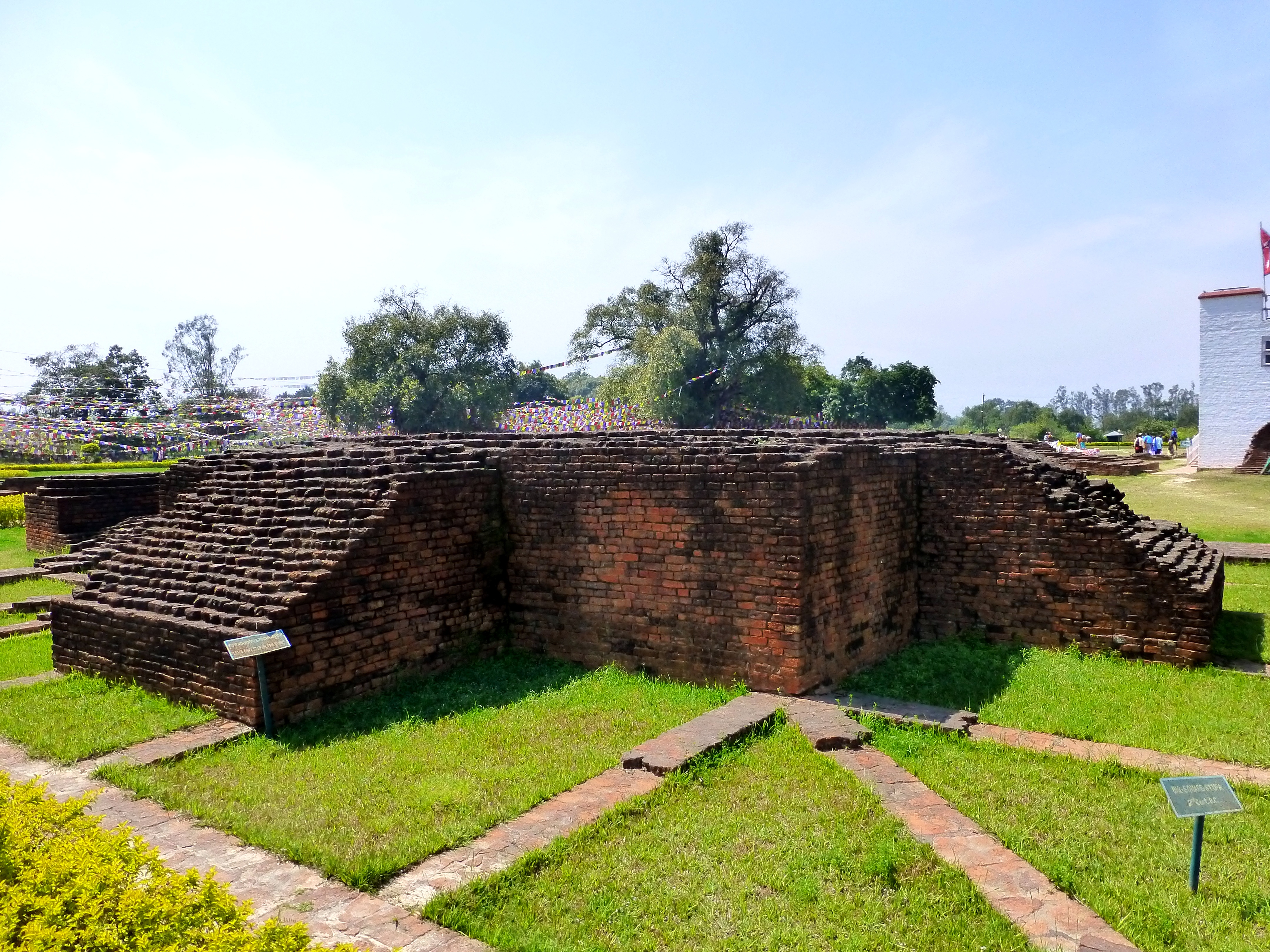
Lumbini, listad som födelseplatsen för Gautama Buddha av UNESCOs världsarvskonvention

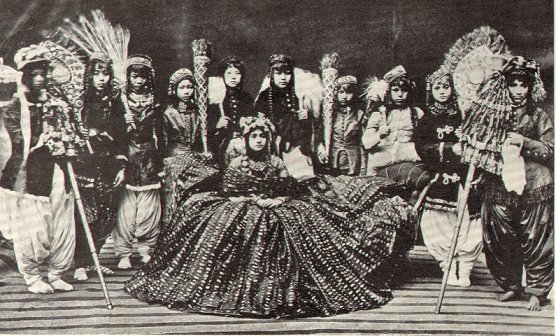
Delar av det nepalesiska hovet, med drottningen i mitten, 1920.

Från 1482 till 1768 var landet splittrat i tre riken: Kathmandu, Patan och Bhadgaon men enades igen av Prithvi Narayan Shah, furste av Gurkha. Under 1700-talet föll Sikkims huvudstad till nepaleserna som förföljde de flyende in i Tibet, vilket utlöste en vedergällningsattack från Qianlongkejsaren. I början av 1800-talet uppstod rivalitet mellan de två expansiva krafterna Nepal och brittiska Ostindiska Kompaniet, vilket slutade i ett nederlag i Anglo-nepalesiska kriget 1814–16 varvid Nepal tvingades avstå delar av Sikkim och Terai i utbyte mot brittiskt erkännande. En officiell anglo-nepalesisk vänskapspakt undertecknades 1923. De politiska förändringarna var märkbara i huvudstaden Katmandu men inte i övriga Nepal.

### Inbördeskrig
Åren 1996–2006 bedrev maoistgerillan NKP(m) en väpnad kampanj i Nepal, som slutade med att monarkin avskaffades, en ny konstitution antogs och en ny regering valdes 2008. Inbördeskriget började när en maoistisk grupp under ledning av Pushpa Kamal Dahal (mer känd under sitt nom de guerre Prachanda) tog till vapen den 19 februari 1996. Gerillan angrep då samtidigt polisstationer i tre av Nepals distrikt. Rörelsens uttalade avsikt var att krossa vad den uppfattade som en reaktionär, feodal stat och att i dess ställe etablera en kommunistisk stat utan rangordning i form av varna- eller könstillhörighet.
Striderna mellan maoistrebellerna och de nepalesiska myndigheterna kostade minst 12 500 människoliv. Striderna tvingade även 2 miljoner nepaleser i landsflykt – varav de flesta kom att befinna sig i Indien – medan 200 000 människor levde kvar som flyktingar inom Nepals gränser.

### Attentat och fortsatt inbördeskrig
Den 1 juni 2001 anstiftade kronprins Dipendra ett blodbad i det kungliga palatset. Kronprinsen sköt och dödade kung Birendra av Nepal och åtta andra medlemmar av den nepalesiska kungafamiljen. Kronprinsens farbror Gyanendra av Nepal, som inte var i palatset vid attentatet, övertog tronen den 4 juni. I november införde regeringen undantagstillstånd sedan hundratalet människor mist livet under fyra dagars strider.
I oktober 2002 avskedade kung Gyanendra den sittande regeringen och grep själv makten. Han mobiliserade den nepalesiska armén i kampen mot maoisterna. Sommaren 2003 ingick parterna vapenvila vilken varade ett halvår. Fredsförhandlingarna som följde blev resultatlösa och striderna blossade därefter upp igen. 2004, efter massiva folkliga protester, återinstallerade kungen den avsatte premiärministern Sher Bahadur Deuba, som dock blev avsatt igen 1 februari 2005 av Gyanendra som då också utnämnde sig själv till statsminister och lät fängsla mängder av politiska motståndare.
Den 3 september 2005 införde maoistgerillan en ensidig vapenvila. Den 22 november ingick maoisterna och en allians av sju politiska partier – Sjupartialliansen – en överenskommelse. Deras samarbete hade till syfte att avskaffa vad de kallade "den autokratiska monarkin" i Nepal. I avtalet med Sjupartialliansen gick maoisterna med på att låta avväpna sig av Förenta nationerna, förutsatt att detsamma skedde med regeringsstyrkorna. Ett annat ömsesidigt löfte var att ett val till ny grundlagsstiftande folkförsamling skulle hållas. Den 2 januari 2006 återupptog maoistgerillan dock den väpnade kampen.

### Folkliga protester och regimskifte
Under april 2006 utbröt omfattande folkliga protester mot kung Gyanendra. Efter flera veckor av massiva demonstrationer tillkännagav kungen den 24 april att han skulle återkalla det tidigare upplösta parlamentet. En sjupartikoalition tog regeringsmakten efter protesterna, och den nya regeringen fråntog kungen huvuddelen av den makt han tidigare hade.
Den nya regeringen undertecknade ett fredsavtal med maoisterna den 21 november 2006. Den 23 december 2007 fattades beslut om att avskaffa monarkin och införa republik, vilket godkändes den 28 maj 2008 av den nya konstituerande församlingen, som valts den 10 april 2008 och där NKP(m) blivit största parti med 30,52 procent av rösterna.

## Geografi

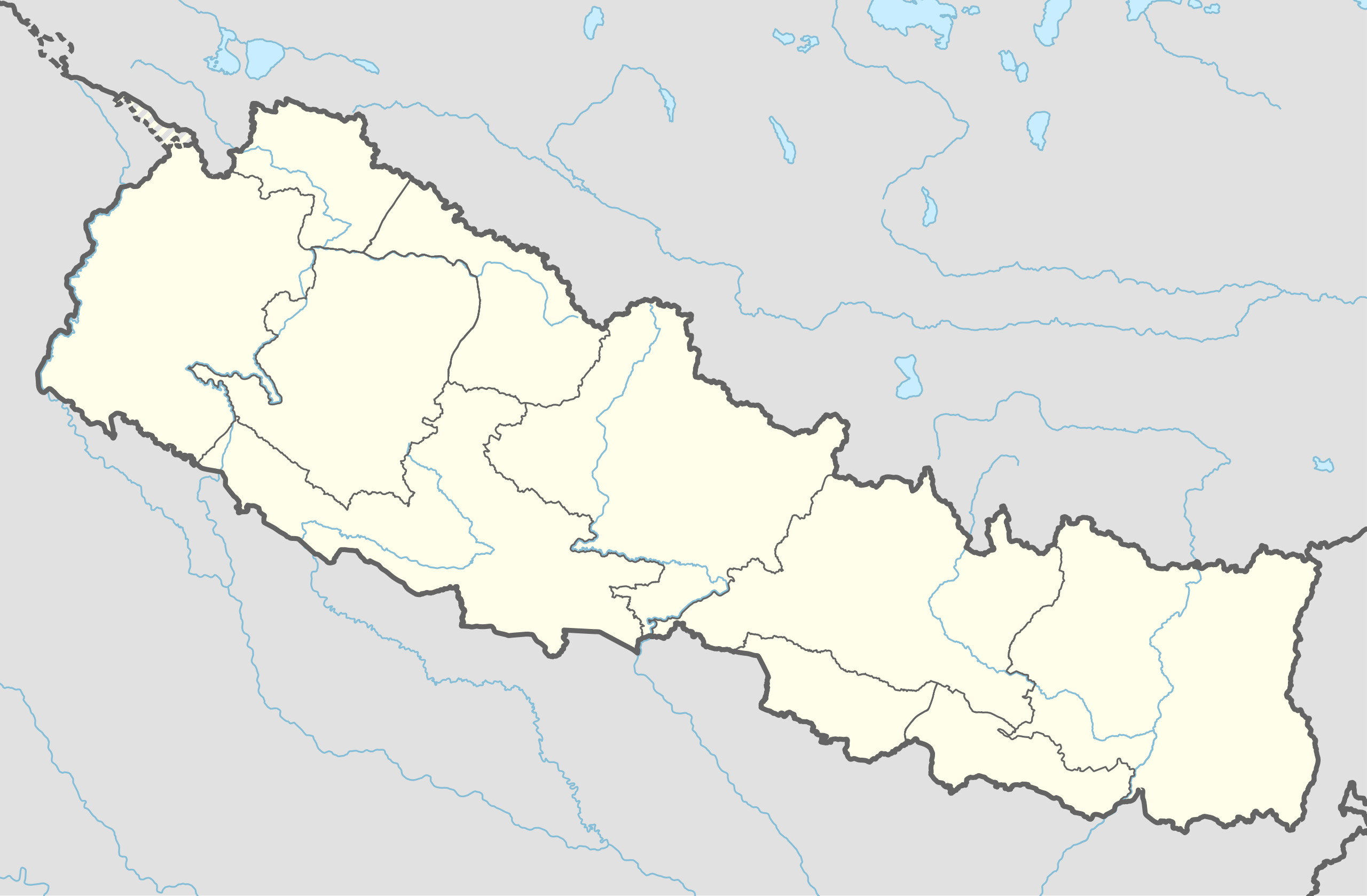
Karta över Nepal

### Topografi och hydrografi
Nepal saknar kust. Terrängen är bergig eller kuperad, med tre huvudsakliga fysiografiska regioner – slättlandet Terai i söder; lägre berg och kullar norr därom; samt högbergsområdet Himalaya med Mount Everest 8 848 meter över havet och andra mycket höga berg i norr. Av landets sammanlagda yta är 20 % uppodlingsbart. Erosion på grund av rovdrift av skogarna är ett ökande miljöproblem.

### Klimat
Nepal har fem klimatzoner, beroende på höjd över havet. Klimatzonerna varierar från subtropisk till subarktisk. Monsunen påverkar landet, och mellan 60 % och 80 % av nederbörden kommer under monsuntiden.

### Växt- och djurliv

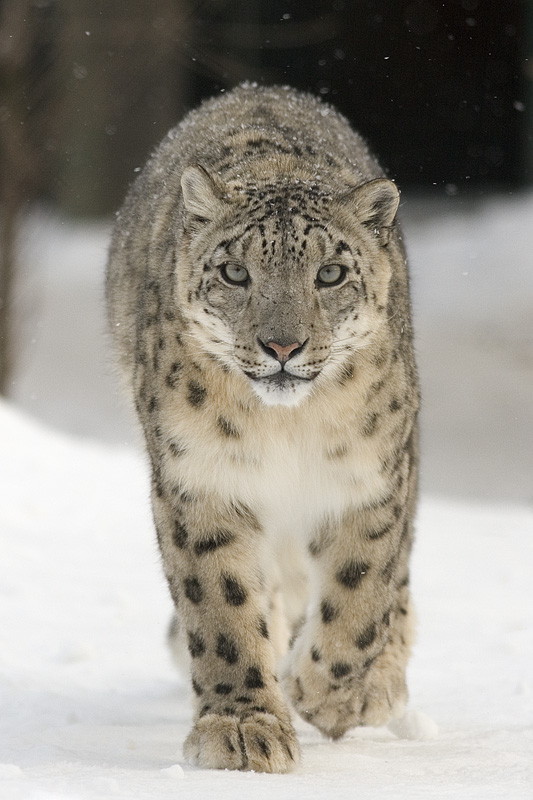
Snöleopard.

Nepals natur kännetecknas av en mångfald, som beror på den stora variationen i klimat, från tropiska miljöer till arktiska.

### Naturskydd
Sedan 1973 har Nepal bildat ett antal nationalparker och naturreservat för att skydda faunan. Det finns fyra olika grader av skydd. 2002 fanns det 23 skyddade områden: 9 nationalparker, 3 naturreservat, 1 aktreservat, 4 skyddsområden och 11 buffertzoner. De mest kända är världsarven Sagarmatha nationalpark, Chitwans nationalpark och Kathmandudalen.

## Styre och politik

### Politik
1951 bröts den absoluta monarkin, när ett parlamentariskt system infördes. På 1990-talet infördes flerpartisystem inom ramen för en konstitutionell monarki. 1996 utbröt ett inbördeskrig med maoister, varmed under en tioårsperiod demokratin upphävdes, och 2002 återtog monarken absolut makt över landet (jämför undantagstillstånd). Detta ledde till omfattande folkliga protester, varför monarken under slutet av 2006 införde en interim konstitution. I april  2008 hölls nationellt val och den nationalförsamling som då bildades utlyste republik. 2008–2011 leddes landet av flera koalitionsregeringar, vilka flera gånger leddes av antingen maoister eller kommunister. 2012 hade landets republikanska styre misslyckats teckna en konstitution för landet, varefter flera val hållits som likaledes misslyckats skapa stabilitet.
I juli 2021 vann Nepals nytillträdde premiärminister Sher Bahadur Deuba – som dock innehaft posten fyra gånger tidigare sedan 1995 – en betydelsefull förtroendeomröstning i parlamentets underhus.

### Administrativ indelning
Nepal är indelat i 14 zoner (anchal), med visst självbestämmande. Zonerna är
Bagmati, Bheri, Dhawalagiri, Gandaki, Janakpur, Karnali, Koshi, Lumbini, Mahakali, Mechi, Narayani, Rapti, Sagarmatha och Seti. Dessa zoner delas vidare in i 76 distrikt. Zonerna är indelade i fem olika utvecklingsregioner, Purwanchal (पुर्वाञ्चल), Madhyamanchal (मध्यमाञ्चल), Pashchimanchal (पश्चिमाञ्चल), Madhya Pashchimanchal (मध्य पश्चिमाञ्चल) och Sudur Pashchimanchal (सुदुर पश्चिमाञ्चल).

## Ekonomi

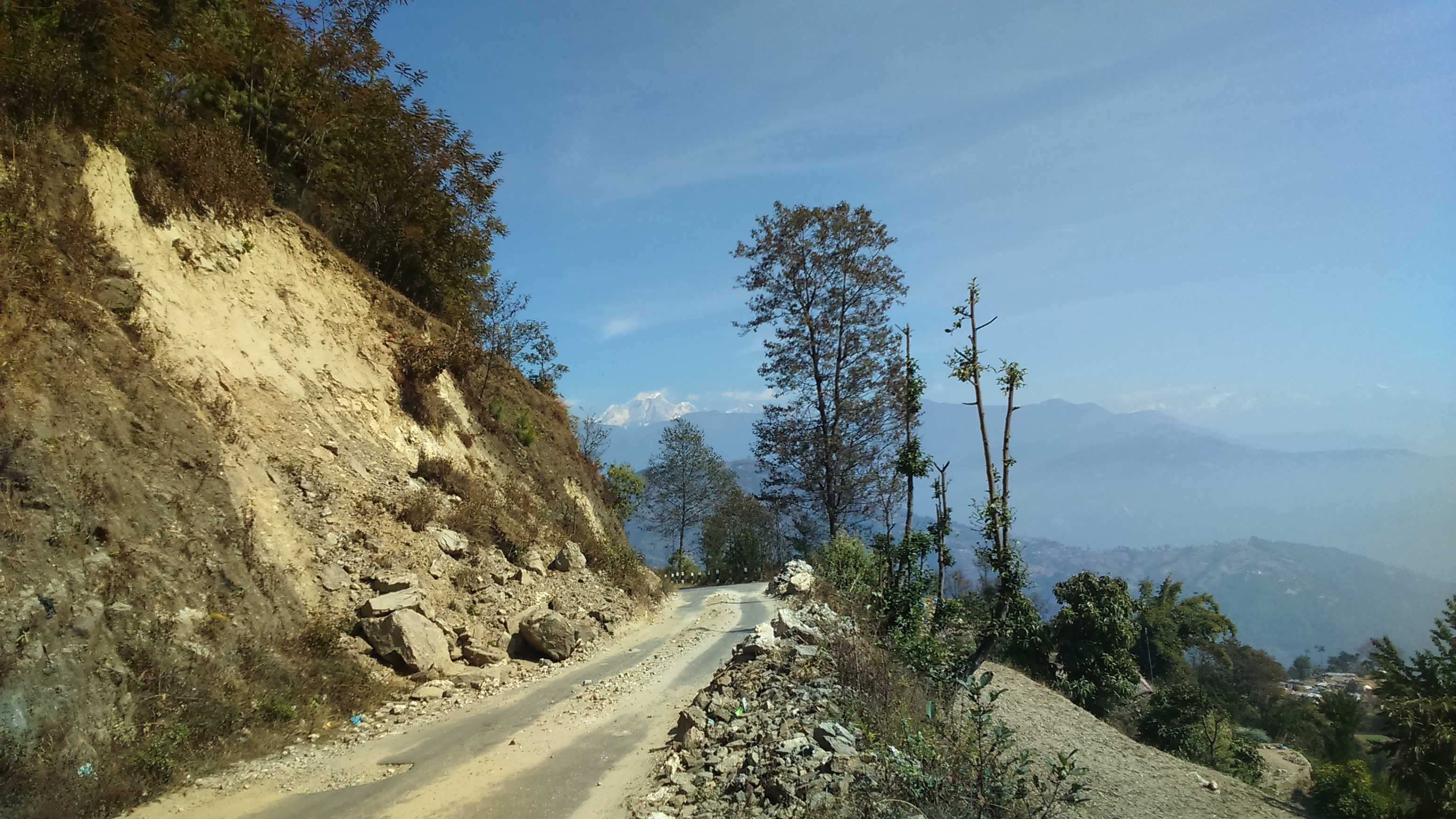
En av många bergsvägar i Nepal.

Huvudnäringen är jordbruk med 75 procent av arbetskraften och 37 procent av BNP. Tjänstesektorn sysselsätter 18 procent av arbetskraften och industri 7 procent; de svarar för 49 respektive 15 procent av BNP. Nepal hade 2013 en BNP per capita på 1500 USD som kan jämföras med Sveriges 38000 USD. Statsskulden motsvarade vid slutet av 2011 cirka 28 procent av BNP.
Sett till hur stor del av BNP som motsvaras av remitteringar hamnar Nepal, med en andel på 25 procent, på fjärde plats i världen efter Tadzjikistan, Kirgizistan och Lesotho.
År 2013 exporterades varor för drygt en miljard USD, huvudsakligen textilier och mattor. 94 procent av exporten går till Indien. Importen uppgick till 6,3 miljarder USD och bestod främst av petroleumprodukter, maskiner och guld. Även här är Indien, som står för knappt 80 procent av importen, den största handelspartnern; på andra plats är Sydkorea med 3 procent.
Utländskt bistånd står för 60 procent av Nepals kostnader för ekonomisk utveckling, och för 28 procent av den totala statsbudgeten.
Nepal hade 2013 ett HDI-värde på 0.54 och var rankat på plats 145 i världen. Landet tillhör världens allra fattigaste, med en fjärdedel av befolkningen som lever under fattigdomsgränsen. Den andelen uppgick dock till 53 procent år 2003 och har sedan dess halverats.

## Befolkning

### Demografi

#### Större städer
Den största staden är Katmandu. Andra större städer är Patan, Bhaktapur och Biratnagar.

#### Minoriteter
Nepal har tre större befolkningsgrupper: indonepaleser, tibetonepaleser och en urbefolkning bestående av newar, bhote, rai, limbu och sherpa.

#### Migration
Vid 2011 års folkräkning var 2,7 procent av invånarna födda utomlands, en ökning från 2,4 procent tio år tidigare. 96 procent av utlandsfödda kommer från Indien, 0,4 procent från utanför Asien, 0,4 procent från Bhutan och 0,2 procent från Kina. 0,6 procent av befolkningen utgörs av utländska medborgare, en grupp som återigen främst – till 88 procent – utgörs av indier.

### Språk
Vid 2011 års folkräkning talades det 123 olika språk i Nepal. Det i särklass största, nepali, ett indoeuropeiskt språk som skrivs med devanagari, det vanligaste indiska alfabetet, var modersmål för nära 45 % av befolkningen. Andra större språk är: maithili (11,7 %), bhojpuri (6 %), tharu (5,8 %), tamang (5,1 %) och newari (3,2 %).
1990 års konstitution fastställde nepalis status som officiellt språk samtidigt som den erkände alla andra språk som har modersmålstalare i Nepal som landets "nationella språk". Den bestämde även att var och en etnisk grupp fick lov att skydda och främja sitt språk och sin kultur, och att barn hade rätt till undervisning på sitt modersmål upp till grundskolenivå. Interimkonstitutionen från 2007 införde vidare språkpolitiska förändringar: barnens rätt till undervisning på sitt modersmål utvidgades till grundskolenivå, och de olika etniska grupperna tilläts använda sina respektive språk i kontakt med lokala myndigheter.
De som inte har nepali som modersmål talar det som andraspråk; det uppskattas att över 90 % av befolkningen, fördelad över alla etniska och sociala grupper, behärskar språket, som har en väletablerad funktion som lingua franca i landet.
Efter nepali är engelska det språk som är mest utbrett. En stor andel av invånarna, oavsett socioekonomisk status eller läskunnighet, har kunskaper i språket, som används bland annat inom utbildning, handel, turism och massmedia. I grundskolan introduceras det i årskurs fyra och är ett obligatoriskt ämne; dessutom finns det ett stort antal skolor med engelskspråkig undervisning. Uppfattningen i samhället är att engelskan är ett viktigt och prestigefyllt språk, och att det endast är de allra fattigaste som sätter sina barn på nepalispråkiga skolor.
57 procent av befolkningen är läskunnig, varav 71 procent av männen och 47 procent av kvinnorna.

### Religion
Religionsfrihet är inskriven i Nepals grundlag och alla religiösa grupper har rätt att driva egna skolor. Proselytism är förbjuden.
Den nepalesiska hinduismen, som fram till 2006 var statsreligion, är uppblandad med buddhism betydligt mer än i andra hinduiska områden i världen. Många utövar en synkretisk religion med element hämtade både från dessa två och från den lokala folktron. 81 % av befolkningen räknar sig som hinduer, medan 9 % är buddhister och 4 % är muslimer. 3 % bekänner sig till kirat (en inhemsk religion med hinduistiska influenser) och knappt 1,5 % till kristendomen.

## Kultur

### Matkultur
Nepals nationalrätt är Dal Bhat vilket är en mix av ett flertal rätter där bland annat ris, linser och curry ingår. Dock är det nepalska köket kanske än mer känd för är momos vilket är degknyten inte olikt kinesiska dumplingar.

## Internationella rankningar
| Organisation                                | Undersökning                   | Rankning   |
| ------------------------------------------- | ------------------------------ | ---------- |
| Heritage Foundation/The Wall Street Journal | Index of Economic Freedom 2019 | 136 av 180 |
| Reportrar utan gränser                      | Pressfrihetsindex 2019         | 106 av 180 |
| Transparency International                  | Korruptionsindex 2018          | 124 av 180 |
| FN:s utvecklingsprogram                     | Human Development Index 2018   | 147 av 189 |